# Saab Aero X
O Aero X é um protótipo esportivo apresentado pela Saab no Paris Motor Show de 2006.